# Wakefield (Michigan)
Wakefield ist eine Kleinstadt (mit dem Status „City“) im Gogebic County im US-amerikanischen Bundesstaat Michigan. Das U.S. Census Bureau hat bei der Volkszählung 2020 eine Einwohnerzahl von 1.702 ermittelt.

## Geografie
Wakefield liegt im Westen der Oberen Halbinsel Michigans am zum Sunday Lake aufgestauten Little Black River, der über den Black River zum Einzugsgebiet des Oberen Sees gehört. Die Grenze zu Wisconsin befindet sich 20 km südlich.
Die geografischen Koordinaten von Wakefield sind 46°28′31″ nördlicher Breite und 89°56′24″ westlicher Länge. Das Stadtgebiet erstreckt sich über eine Fläche von 22,25 km², die sich auf 20,77 km² Land- und 1,48 km² Wasserflächer verteilen.
Benachbarte Orte von Wakefield sind Ramsay (an der westlichen Stadtgrenze), Bessemer (9 km westlich), die Zwillingstädte Ironwood in Michigan und Hurley in Wisconsin (rund 20 km in der gleichen Richtung) sowie Marenisco (22 km südöstlich).
Die nächstgelegenen größeren Städte sind Sault Ste. Marie in der kanadischen Provinz Ontario (479 km östlich, gegenüber von Sault Ste. Marie, Michigan), Green Bay am Michigansee in Wisconsin (342 km südöstlich), Wausau in Wisconsin (192 km südlich), die Twin Cities in Minnesota (377 km südwestlich) und Duluth am Oberen See in Minnesota (192 km westnordwestlich).

## Verkehr
Der U.S. Highway 2 verläuft in West-Ost-Richtung als Hauptstraße durch Wakefield. Alle weiteren Straßen sind untergeordnete und teils unbefestigte Fahrwege sowie innerörtliche Verbindungsstraßen.
Mit dem Gogebic-Iron County Airport befindet sich 20 km westnordwestlich der nächste Regionalflughafen. Die nächstgelegenen größeren Flughäfen sind der Duluth International Airport (201 km westnordwestlich) und der Central Wisconsin Airport bei Wausau (211 km südlich). Der nächste internationale Großflughafen ist der Minneapolis-Saint Paul International Airport (394 km südwestlich).

## Bevölkerung
Nach der Volkszählung im Jahr 2010 lebten in Wakefield 1851 Menschen in 818 Haushalten. Die Bevölkerungsdichte betrug 89,1 Einwohner pro Quadratkilometer. In den 818 Haushalten lebten statistisch je 2,11 Personen.
Ethnisch betrachtet setzte sich die Bevölkerung zusammen aus 96,8 Prozent Weißen, 0,1 Prozent Afroamerikanern, 1,1 Prozent amerikanischen Ureinwohnern, 0,4 Prozent Asiaten sowie 0,5 Prozent aus anderen ethnischen Gruppen; 1,1 Prozent stammten von zwei oder mehr Ethnien ab. Unabhängig von der ethnischen Zugehörigkeit waren 1,0 Prozent der Bevölkerung spanischer oder lateinamerikanischer Abstammung.
17,1 Prozent der Bevölkerung waren unter 18 Jahre alt, 56,2 Prozent waren zwischen 18 und 64 und 26,7 Prozent waren 65 Jahre oder älter. 51,6 Prozent der Bevölkerung waren weiblich.
Das mittlere jährliche Einkommen eines Haushalts lag bei 34.856 USD. Das Pro-Kopf-Einkommen betrug 20.805 USD. 17,6 Prozent der Einwohner lebten unterhalb der Armutsgrenze.

## Bekannte Bewohner
- Walter Samuel Goodland (1862–1947) – 31. Gouverneur von Wisconsin (1943–1947) – begann seine Karriere als Anwalt in Wakefield
- Frank Eugene Hook (1893–1982) – demokratischer Abgeordneter des US-Repräsentantenhauses (1935–1947) – praktizierte als Anwalt in Wakefield